# Mina (jednotka)

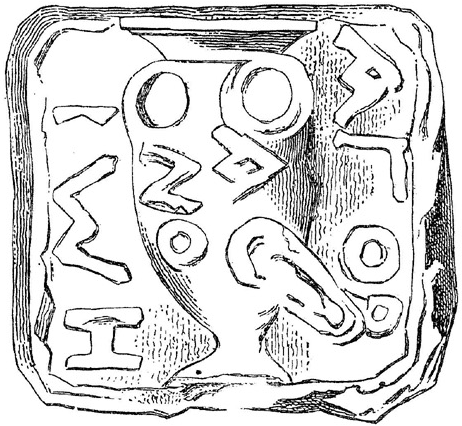
Athénská mina (6. stol. př. n. l.

Mina (řecky μνᾶ, mna) je starověká jednotka hmotnosti i měnová jednotka semitského původu, užívaná na Blízkém východě a v Řecku. Jako jednotka hmotnosti odpovídala asi 0,57 kg. 
Jako měnová jednotka se v nejstarších semitských civilizacích dělila na 60 šekelů, později v Řecku na 50 statérů či na 100 drachem. Za krále Urnammu (konec 3. tisíciletí př. n. l.) už existovala i vyšší jednotka, talent, v hodnotě 60 min. 

## Mincovní soustava v klasických Athénách
- 1 talent = 60 min = 3000 statérů = 6000 drachem
- 1 mina = 50 statérů = 100 drachem = 600 obolů
- 1 statér = 2 drachmy = 12 obolů
- 1 drachma = 6 obolů
- 1 obolos = 8 chalkoi